# Forcipomyia deucalionis
Forcipomyia deucalionis är en tvåvingeart som beskrevs av Debenham och Wirth 1984. Forcipomyia deucalionis ingår i släktet Forcipomyia och familjen svidknott. Inga underarter finns listade i Catalogue of Life.